# Бустах
Буста̀х (Буустаах) е голямо сладководно езеро в Азиатската част на Русия, разположено в северната част на Република Якутия.
С площ от 249 km2 е 2-рото по големина езеро в Република Якутия след Моготоевото езеро и 48-о в Русия.
Езерото Бустах е разположено в северната част на Яно-Индигирската низина, североизточно от делтата на река Яна, на 12 km южно от брега на протока Дмитрий Лаптев свързващ море Лаптеви с Източносибирско море, на територията на Република Якутия, на 7 m н.в. Има елипсовидна форма, удължена от север на юг на 22 km, ширина 14 km, площ 249 km2 и обем 0,75 km3. Измерване на дълбочината му не е правена. Южните и северните му брегове са стръмни и силно изрязани, обрасли с мъхово-лишейна и храстовидна тундра. В района е развита вечно замръзналата почва и са характерни криогенни релефни форми.
Водосборният басейн на езерото Бустах е 1640 km2. Основен приток е река Архип-Юреге, вливаща се от изток. Западната част на Бустах се свързва с по-малкото езеро Тонкай-Кюел (може да се приеме и като залив на Бустах), от което в западна посока изтича река Сюрюктях, вливаща се в Ебеляхския залив (Ебеляхска губа) на море Лаптеви.
Подхранването на езерото е снежно-дъждовно с преобладаване на снежното. Най-високо ниво се наблюдава през юли и август, а минималното ниво е през май и юни. То замръзва в края на септември или началото на октомври, а се размразява през юни. В студени лета езерото не се размразява цялостно.
Богато на риба и бреговете му през краткото лято са обиталище на множество прелетни, водоплаващи птици. По бреговете и във водосборния му басейн няма населени места.

## Топографски карти
- Лист от карта S-53,54.